# Bernard Collomb
Niçois Bernard Collomb-Clerc (Annecy, França, 7 d'octubre de 1930 - 19 de setembre de 2011) va ser un pilot de curses automobilístiques francès que va arribar a disputar curses de Fórmula 1.

## Resultats a la Fórmula 1
Va debutar a la quarta cursa de la temporada 1961 (la dotzena temporada de la història) del campionat del món de la Fórmula 1, disputant el 2 de juliol de 1961 el Gran Premi de França al Circuit de Reims-Gueux amb un cotxe preparat per ell mateix. Va participar en un total de 6 grans premis, sempre amb cotxes preparats per ell mateix, no aconseguint punts en cap de les curses que va disputar. El seu millor resultat a la Fórmula 1 va ser un 4t lloc en una carrera no puntuable pel campionat disputada a Viena al volant d'un Cooper - Climax. En carrera puntuable el seu millor lloc va ser un 10è lloc al Gran Premi d'Alemanya de la 1963. La seva última carrera va ser el Gran Premi de Mònaco de la temporada 1964 de Fórmula 1.
| Any  | Equip           | 1       | 2   | 3   | 4       | 5   | 6       | 7   | 8   | 9   | 10  | Posició | Punts |
| ---- | --------------- | ------- | --- | --- | ------- | --- | ------- | --- | --- | --- | --- | ------- | ----- |
| 1961 | Bernard Collomb | MON     | HOL | BEL | FRA Ret | GBR | ALE Ret | ITA | USA |     |     | -       | 0     |
| 1962 | Bernard Collomb | HOL     | MON | BEL | FRA     | GBR | ALE Ret | ITA | USA | SUD |     | -       | 0     |
| 1963 | Bernard Collomb | MON NVQ | BEL | HOL | FRA     | GBR | ALE 10  | ITA | USA | MEX | SUD | -       | 0     |
| 1964 | Bernard Collomb | MON NVQ | HOL | BEL | FRA     | GBR | ALE     | AUT | ITA | USA | MEX | -       | 0     |

### Resum
| Curses: | Victòries: | Pòdiums: | Poles: | Voltes ràpides: | Punts: |
| ------- | ---------- | -------- | ------ | --------------- | ------ |
| 6       | 0          | 0        | 0      | 0               | 0      |